# Poecilasthena character
Poecilasthena character är en fjärilsart som beskrevs av Louis Beethoven Prout 1932. Poecilasthena character ingår i släktet Poecilasthena och familjen mätare. Inga underarter finns listade i Catalogue of Life.